# Engenho Velho
Engenho Velho är en kommun i Brasilien.   Den ligger i delstaten Rio Grande do Sul, i den södra delen av landet, 1 400 km söder om huvudstaden Brasília. Antalet invånare är 1 530.
Trakten runt Engenho Velho består till största delen av jordbruksmark. Runt Engenho Velho är det ganska glesbefolkat, med 21 invånare per kvadratkilometer.